# Réserve naturelle nationale de la forêt d'Offendorf
La réserve naturelle nationale de la forêt d'Offendorf (RNN97) est une réserve naturelle nationale d'Alsace. Créée en 1989, elle occupe 60 ha de forêt alluviale sur la commune d'Offendorf, dans le Bas-Rhin.

## Localisation

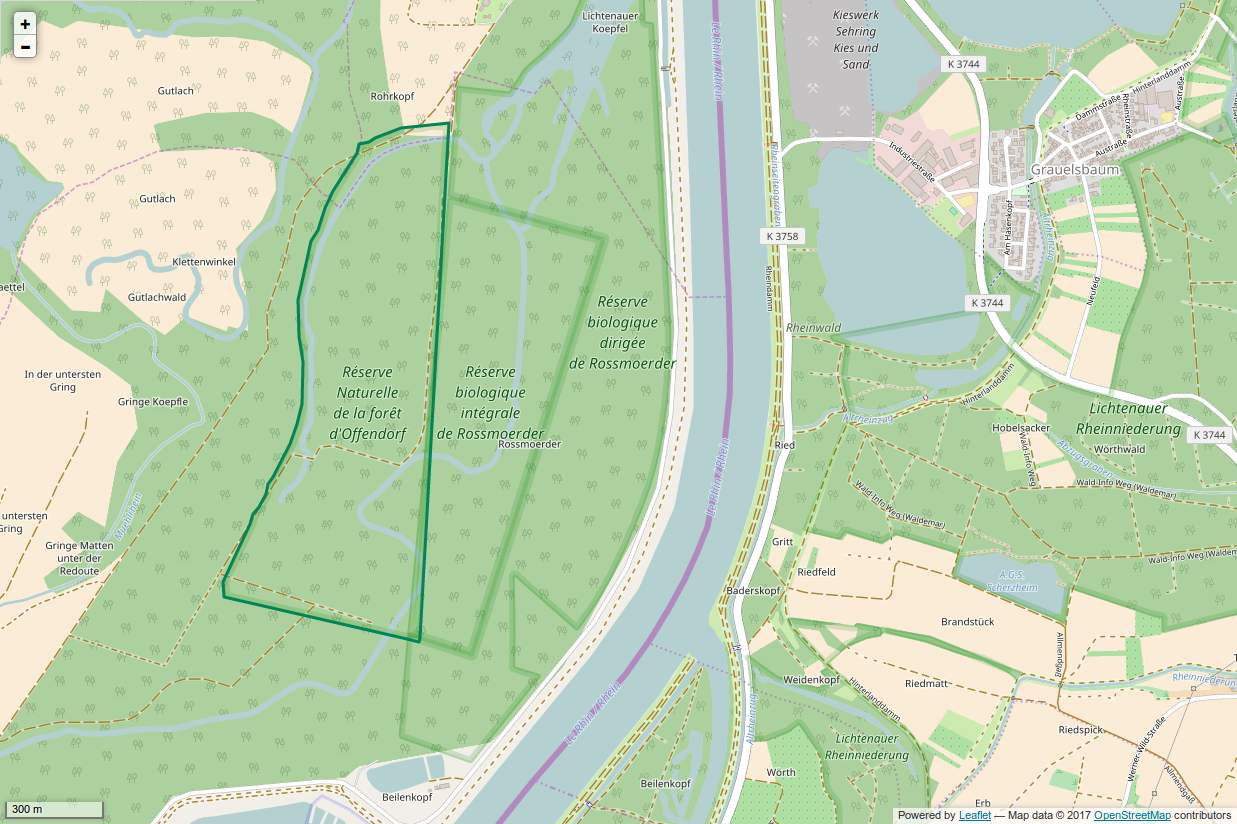
Périmètre de la réserve naturelle.

La réserve naturelle est située dans le Bas-Rhin sur la commune d'Offendorf. Son territoire forme un rectangle de 6 kilomètres de long sur un peu plus d'un kilomètre de large au cœur de la forêt alluviale du Rhin à 20 km au nord de Strasbourg. Le site est propriété de la commune d'Offendorf.

## Histoire du site et de la réserve

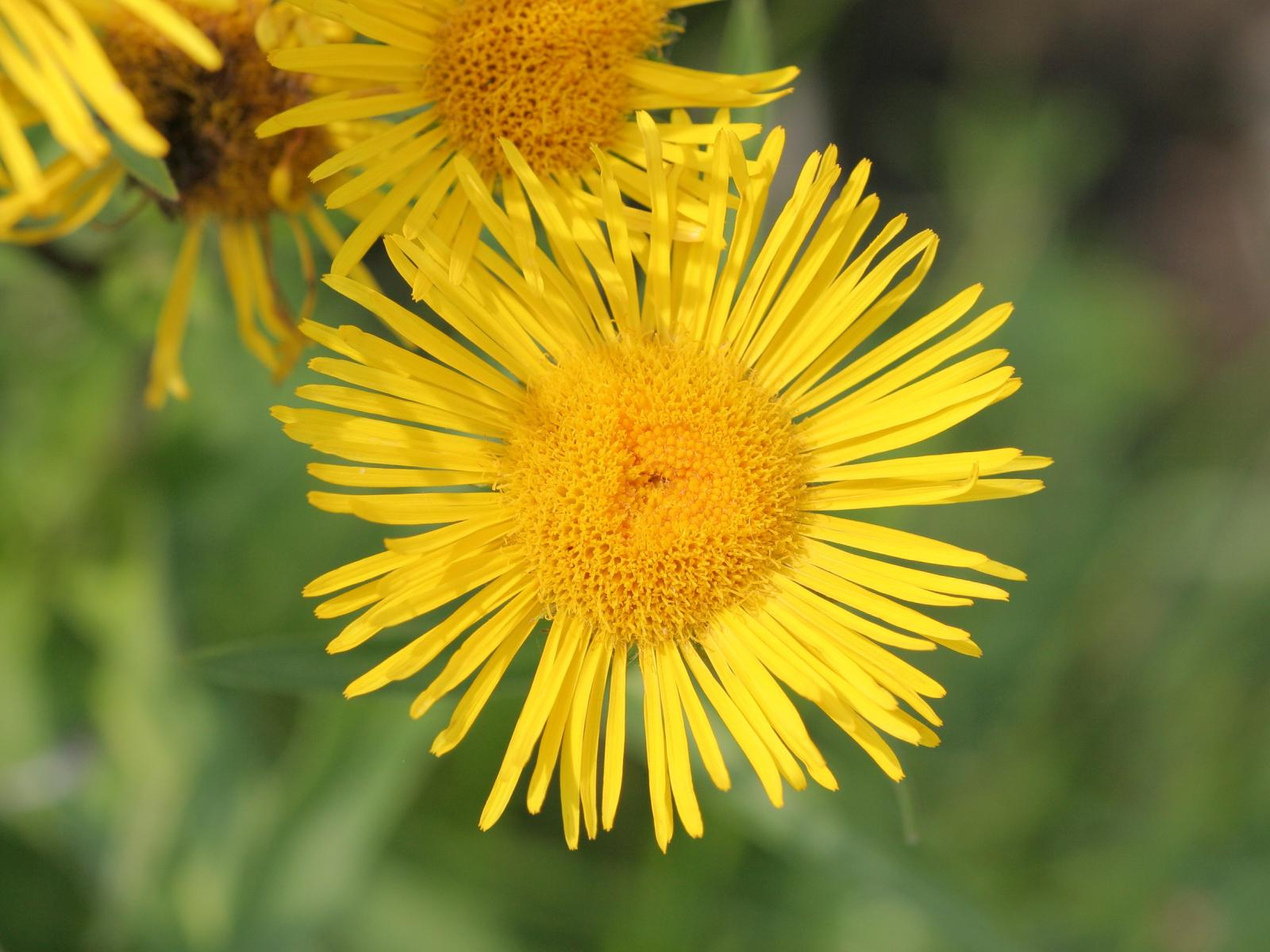
Inule d'Angleterre.

La réserve naturelle a été créée pour protéger les biotopes originaux liés à la forêt alluviale rhénane. Le site était régulièrement inondé jusque dans les années 1970 par le Rhin. La construction de la digue de canalisation du Rhin empêche désormais les crues rhénanes d'apporter leurs sédiments nutritifs. Cependant, les remontées de la nappe phréatique continuent d'apporter de l'eau au territoire.

## Écologie (biodiversité, intérêt écopaysager…)
La réserve naturelle est située sur un ancien banc de graviers et entourée par des anciens bras du Rhin. Celui-ci a modelé un paysage typique composé de bras et d'îles où s’est développée une forêt alluviale luxuriante. On y trouve des saulaies, des peupleraies, des forêts à bois durs et des roselières.

### Flore

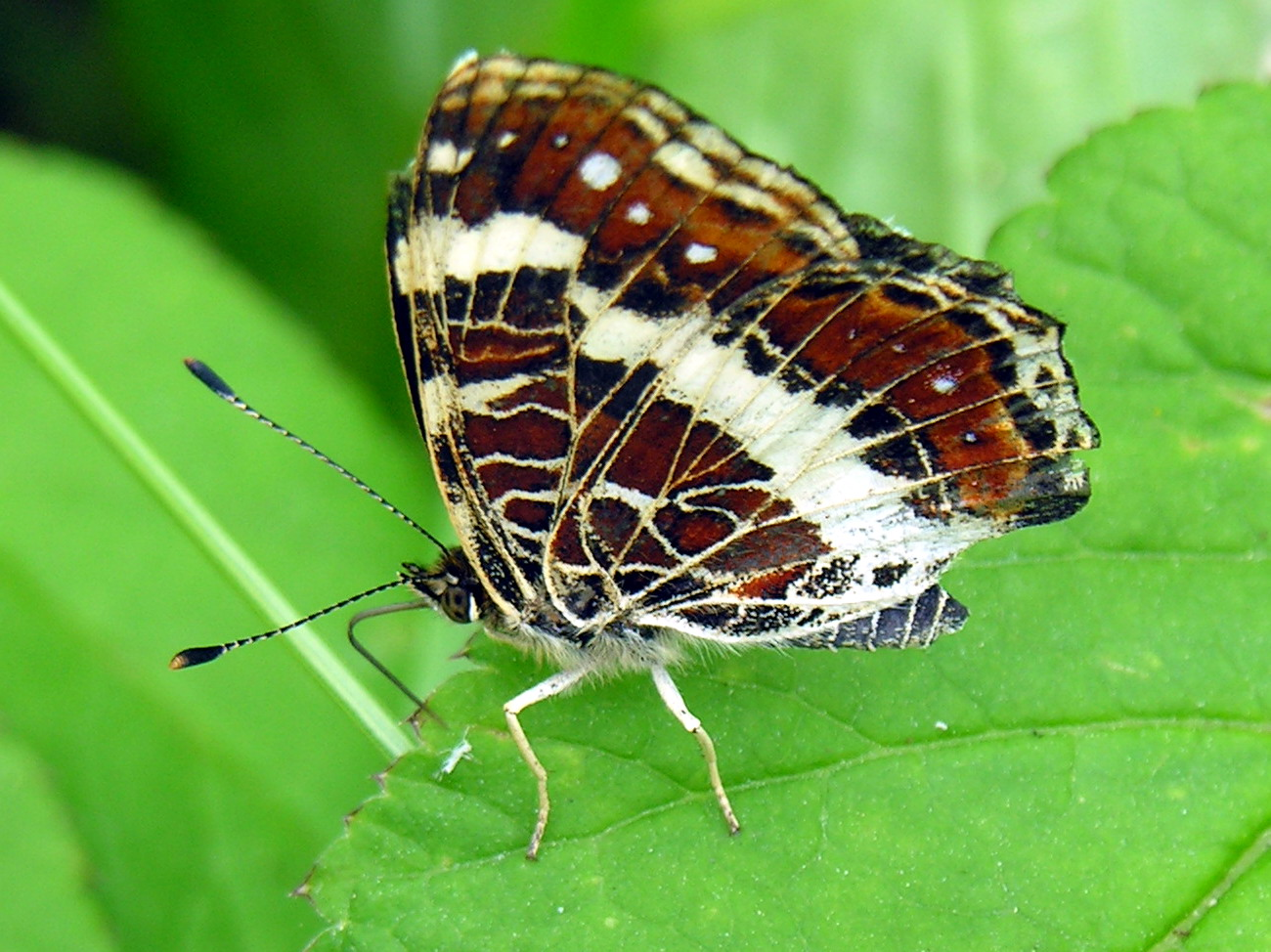
Carte géographique.

Les saules blancs et peupliers noirs ou "bois tendres" se réservent les secteurs les plus inondés. Sur les levées alluviales, en revanche, prospèrent les "bois durs" : chênes, frênes et toute une cohorte d'arbustes.
Dans une belle clairière entretenue par la fauche s'épanouissent la Violette élevée, l'Inule d'Angleterre, l'Euphorbe des marais ou le Séneçon des marais.

### Faune
Une flopée de papillons envahit lisières, clairières et sous-bois : Sylvain azuré, Grand mars changeant, Carte géographique, Machaon, Aurore, Citron, etc. Les amphibiens sont représentés par les Grenouilles agile, verte et rousse, les Tritons crêté, alpestre ou ponctué.

## Intérêt touristique et pédagogique
Des chemins ainsi que la digue des hautes-eaux du Rhin permettent de parcourir la réserve naturelle.
Le Conservatoire des Sites Alsaciens organise des visites du site.

## Administration, plan de gestion, règlement
La réserve naturelle est gérée par le Conservatoire des Sites Alsaciens.

### Outils et statut juridique
La réserve a été créée par un décret du 28 juillet 1989. Par ailleurs, ce massif est classé forêt de protection : d'abord par décret du 13 mai 1996 pour la partie située sur le territoire de la commune de Drusenheim, sur une superficie de 22,458 2 hectares, puis par décret du 27 novembre 1996 pour la partie située sur le territoire de la commune d'Offendorf, sur une superficie de 289,248 1 hectares.